# 劉巴
劉巴（？—222年），字子初，荊州零陵烝陽（今湖南邵東）人。三國時期蜀漢尚書令。父劉祥，曾任江夏太守、蕩寇將軍。

## 生平
孙坚举兵讨董卓时杀了南阳太守张咨。南阳士民归怨于和孙坚结盟的刘祥，举兵攻之，刘祥败亡。荊州牧劉表也素来厌恶刘祥，拘捕刘巴欲杀，数次遣刘祥以前所亲信的人秘密骗刘巴一同逃跑，刘巴都不应。刘表得知后不杀刘巴。刘巴十八歲時為零陵戶曹史主記主簿。刘表多次要提拔他，並舉薦為茂才，多次徵召，皆辭不赴。
208年，曹操南下荊州，當時荊州的名士多依附劉備勢力逃避戰亂，而劉巴卻北上依附曹操，被任為掾吏。赤壁戰後，奉曹操之命回江南招降長沙、零陵、桂陽三郡，及至零陵，劉備先已派兵佔領三郡。諸葛亮勸劉巴留下，劉巴不從，劉備深以為恨。因無法覆命曹操，劉巴便南下交州，改姓張，并依附在交州刺史士燮手下。後來跟士燮意見不和，輾轉進入益州，圖謀北歸，差點被士燮拘殺。益州牧劉璋喜其才能，劉巴被留為謀士。在關於劉備是否讓他入蜀協助抗張魯的問題上明確提出反對意見。後劉璋招劉備入蜀，劉巴苦諫，劉璋不能聽，劉巴於是閉門稱疾。
211年，劉備取益州，劉巴向劉備進表謝罪，劉備任命為左將軍西曹掾。與諸葛亮、伊籍、李嚴、法正共同編撰蜀科，並曾在劉備問軍需不足時曾提議鑄造銅幣，僅一年即令府庫充實軍需足備。劉備自立為漢中王後，劉巴為尚書，後代替法正為尚書令。劉巴曾经和主簿雍茂劝劉備暂缓称帝。劉備稱帝的第二年，劉巴病逝。劉巴病亡後，魏國陳群親自寫信給諸葛亮問劉巴消息，對劉巴甚是敬重。
劉備入蜀和稱帝后，凡諸文誥及策命等，多出巴手。劉巴不治產業，退無私交；諸葛亮曾有「運籌帷幄之中，吾不如子初遠矣」之語。然而將領張飛拜訪劉巴，劉巴因其出身市井而不加禮敬。諸葛亮勸戒他，然而劉巴卻說：「大丈夫處世，當交四海英雄，如何與兵子共語乎？」有《劉令君集》傳世。
后来李严被罢黜时，联名上表的蜀汉众臣中有一人为“行前监军征南将军臣刘巴”，当为同名同姓者。

## 评价
- 陈寿《三国志》評曰：刘巴履清尚之节。
- 杨戏：尚书清尚，敕行整身，抗志存义，味览典文，倚其高风，好侔古人。
- 诸葛亮：运筹策於帷幄之中，吾不如子初远矣！
- 刘备：子初才智绝人，如孤，可任用之，非孤者难独任也。
- 孙权：若令子初随世沈浮，容悦玄德，交非其人，何足称为高士乎？（《零陵先贤传》）
- 黎东方：刘巴，依照胡健中先生的意见，是一位值得重视的人物。他是荆州零陵郡烝阳县人，在曹操大军压境之时，别的荆州名士一窝蜂跟随刘备向南逃难，他却向北走，投奔了曹操，其后又接受曹操给他的任务，回家乡，争取荆州南部四郡。终于流落到交趾，又来到了益州，偏偏遇到刘备拿下益州，终于被刘备的情义所感动，死心塌地，先后作西曹掾与尚书令，办了不少事，而对外保密。他去世于章武二年（公元222年）。

## 延伸阅读
[在维基数据编辑]
 《三國志·卷39》，出自陳壽《三國志》